# ランドール (ナイフメーカー)
ランドール・メイド・ナイブズ（Randall Made Knives）は通常ランドール（Randall）と呼ばれるカスタムハンドメイドナイフメーカーである。

## 概要
ボー・ランドール（Walter Doane "Bo" Randall, Jr.）によってアメリカ合衆国フロリダ州オーランドに設立されたナイフ製造工場とショールームを持つ米国のナイフメーカーで、ボー氏は1937年に趣味でナイフの製作を始めた。現在はボーの息子と孫が家業を継ぎ、20人の職人とともに、セントオレンジブロッサムトレイルのショップで年間約8,000本のナイフを生産している。
ランドールでは、用途に応じて28機種のナイフを用意しており、それぞれ客の要望に合わせて工場でカスタマイズすることが可能となっている 。ランドールはプレス加工やストック&リムーバル工法などは行わず、ほぼ全て手作業の鍛造にて製造されている、数少ないメーカーの一つである。ランドールでは17の工程を得てナイフを製造しており、通常一本につき8時間以上に時間をかけて製造されている。ショップでのランドール入手は、通常6年待ちとなる。
宇宙飛行士用に設計されたランドール社のモデル17「アストロ」2本がスミソニアン博物館に展示されている。世界最大級のポケットナイフのコレクションをはじめ、7,000本以上のナイフや刃物類を収蔵する自社博物館を運営している。

## ヒストリー

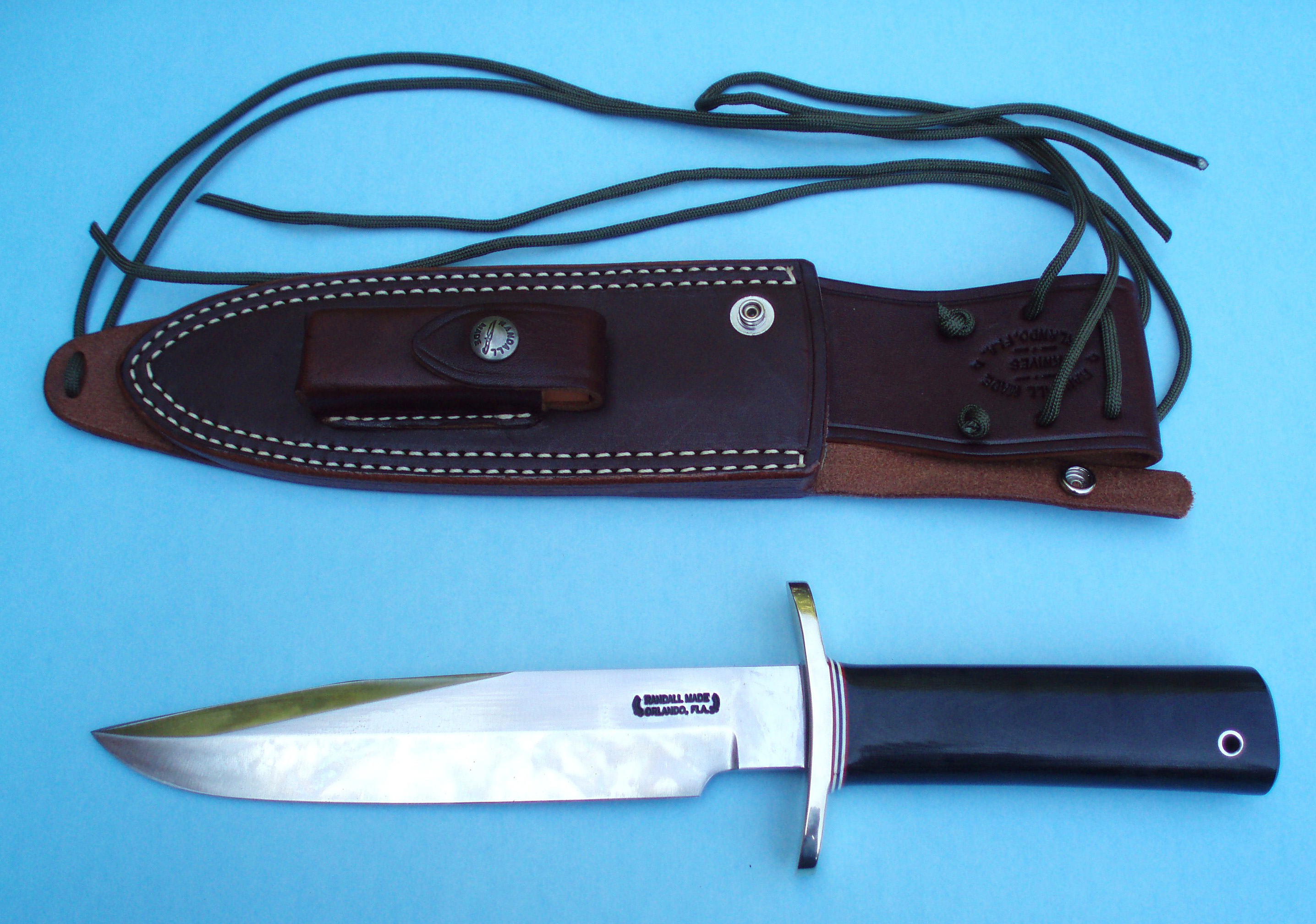
Model 14 "Attack"

ボー・ランドール氏がナイフ作りに興味を持ったのは、ボートの塗装を削るのに使われていたビル・スカーゲルのナイフを購入したのがきっかけで、摩耗や破損を感じさせないナイフ作りを目指した。ボーはフロリダ州レイク・アイバンホーの自宅ガレージで、自動車のスプリングを使い、最初のナイフを作った。
1938年に会社を設立した。当初はアウトドア向けのナイフを設計し、スポーツ用品店で販売していたが、軍人向けの需要が最も大きく、会社を全国展開させた。
1940年代初頭、ランドール・ナイフは第二次世界大戦中に評判となり、その人気を大きく高めた。アメリカのエース、リチャード・ボン、ノルマンディー上陸作戦の第82空挺師団長ジェームズ・ギャビン中将など、各戦線の英雄や兵隊がランドールのナイフを携帯し、大きな戦いに挑んだ。後にアメリカ大統領となる陸軍航空隊大尉ロナルド・レーガンは、第二次世界大戦でランドール・ナイフを所有していた。ランドール社の人気は高く、海外からの兵隊は「ナイフマン、オーランド」宛の手紙だけで郵便注文をしたという。
戦後まもなく、ランドールは非軍事用ナイフの人気が高まり、市場拡大に向けて特別にモデルを追加開発した。1956年、モデル14「アタック」とモデル15「エアーマン」が米国で意匠権を取得した。1957年、ベストセラー作家のジェームズ・ジョーンズが著書『Some Came Running』の中でランドールのナイフを紹介し、その後、ランドールのダイバーズナイフの設計に協力した。ベトナム戦争では、ベトナムでアメリカ軍の作戦を指揮したウィリアム・ウェストモーランド将軍がランドールを手によく写真に収まっていた。1960年のU-2事件のパイロット、ゲイリー・パワーズや、爬虫類学者のロス・アレンもランドールを携帯していた。1982年、ジョージア州アトランタで開催されたブレードショーで、ランドールはブレード誌のカトラリー部門の殿堂入りを果たした。
ボー・ランドールはフロリダ州オーランドにて1989年に80歳でこの世を去った。現在は息子のゲイリー・ランドールがランドール・ナイフの生産を統括している。
ボー・ランドールは、1983年のブレードショーでブレード誌のカトラリーの殿堂入りを果たし、イノベーターとして活躍した。1997年、ランドールはアメリカ・ブレードスミス協会の殿堂入りを果たした。2001年、ランドール社のナイフは、フォーブスの「ベスト50リスト」の中で「ベストシースナイフ」に選ばれた。

### ランドールと宇宙
アメリカが宇宙開発を始めるにあたり、NASAは宇宙飛行士用のサバイバルナイフを必要としており、ゴードン・クーパー少佐はランドールと共同でモデル17「アストロ」の設計を行った。この最初の宇宙飛行士たちは、ランドールを宇宙へ運んだ。1999年、リバティベル7号マーキュリー宇宙カプセルは、宇宙飛行士ガス・グリソムのランドールナイフを入れたまま海から回収された。水深15,000フィート（4,600m）の海中で40年間を過ごしたにもかかわらず、まだまだ使用可能で、ナイフはきれいに洗浄され、スミソニアン博物館には、2本のアストロが展示されている。

### ランドールと音楽
テキサス出身のミュージシャン、ガイ・クラークが父親への哀悼の意を込めて作ったオリジナル曲「The Randall Knife」は、クラークの1983年のアルバム「Better Days」に収録されている。クラークのオリジナル曲で歌い、ギターを弾いたヴィンス・ギルは、1998年のアルバム「The Key」に収録された自身の父親への哀悼曲「The Key to Life」でランドール・ナイフに触れている。ガイ・クラークの友人であり同世代のスティーブ・アール氏は、1997年のアルバム『El Corazon』に収録された楽曲「Taneytown」でランドール・ナイフに触れている。2019年アール氏は、友人へのトリビュートとしてクラークの曲をカバーしたアルバム『Guy』に、原曲「The Randall Knife」のカバーを収録してリリースしている。

### ランドール・ナイフ・ミュージアム

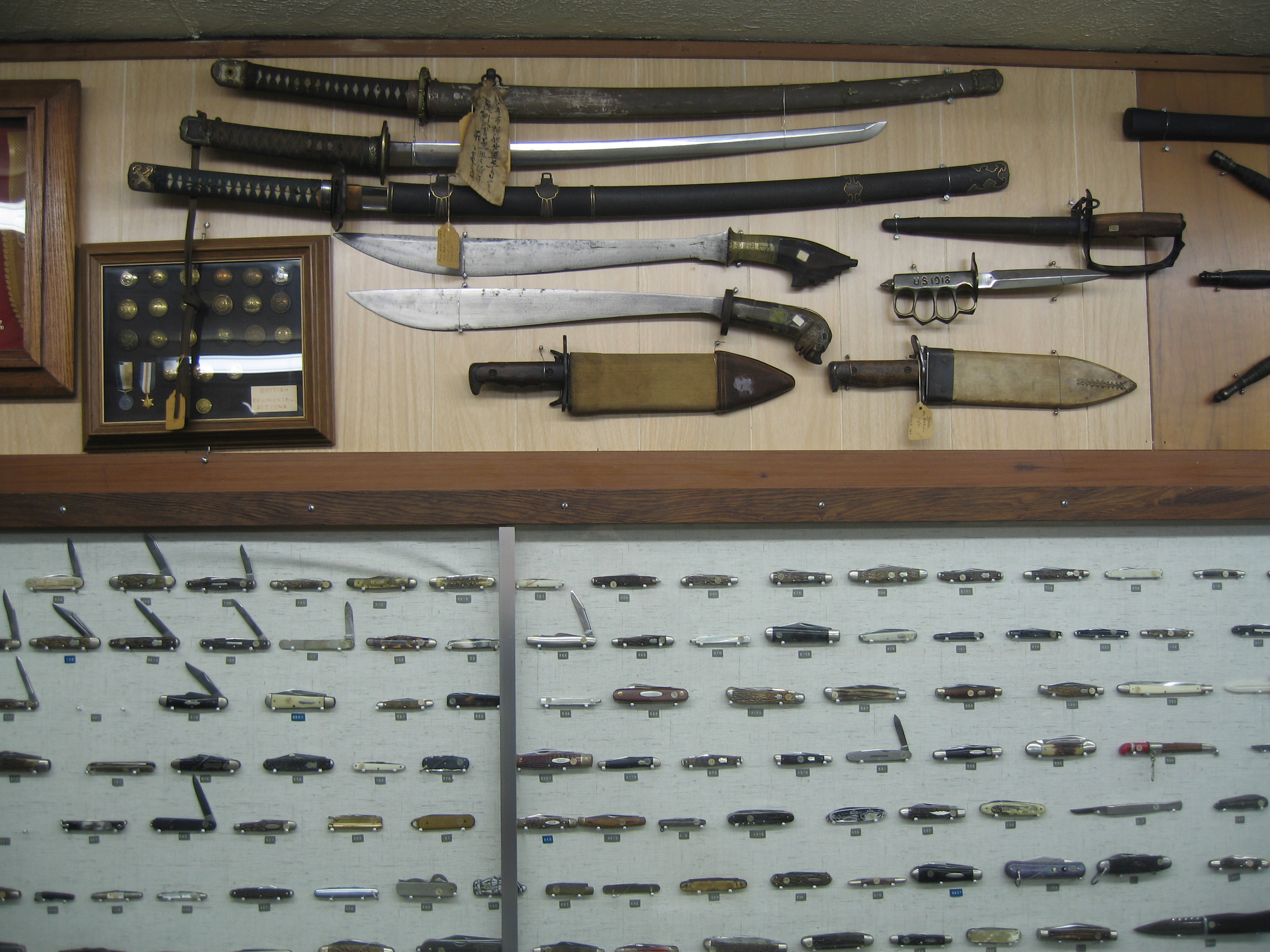
Display at Randall Made Knives Museum

ランドール・ナイフ博物館はオーランドのショップ施設内にあり、7000本以上のナイフや刃物類が展示されている。世界最大級のポケットナイフのコレクションを持ち、ビル・スカーゲルのナイフの世界最大のコレクションを所蔵している。また、ランドールナイフにまつわる歴史的な写真や資料が多数展示されている。今後、より大きな施設に移転する予定。

## モデル一覧
殆どの物は日本でも入手、所有可であるが、両刃の物（モデル2及び13、24）は平成21年1月5日の銃砲刀剣類所持等取締法改正によって所持、所有禁止である。平成21年以前はモデル2などが「レターオープナー」として販売されていた。現状平成21年以前に入手した物であっても所有自体が違法である。対策としては警察に提出等行なって破棄するか、刃の片方とポイントを削り落として片刃のナイフに改造すると合法品として所有可能ではある。モデル6のステーキナイフやモデル12の大型ボウイナイフは過去に輸入された事はあるが、現状では10インチを超えるモデルは輸入が難しくなっている。所有に関しては基本的に問題は無い。使用されている鋼材はO1炭素鋼と440Aステンレス鋼の2種類であり、どちらの鋼材でも鍛造で制作されている。ステンレス鋼のモデルはブランドを示す「RANDALL MADE ORLAND FLA.」の刻印の横に「S」マークが刻印されている。

### ボウイナイフ
- Model 6 "ステーキ・ナイフ"
- Model 12 "大型ボウイナイフ各種"

※現在、日本国内で新規購入可能なのは、スポーツマン・ボウイとベアー・ボウイの二種。その他は市場在庫か個人所有物の譲渡ならば入手可能。
- - M12-9 スポーツマン・ボウイ
    - M12-6 リトル・スポーツマン・ボウイ

  - M12-8 ベアー・ボウイ
    - M12-6 リトル・ベアー・ボウイ

  - M12-11 スミソニアン・ボウイ　
  - M12-11 サスカッチ・ボウイ
  - M12-12 コンフィデレート・ボウイ
  - M12-13 レイモンドソープ・ボウイ
- Model 13 "アーカンサス・トゥースピック"

### ミリタリー・スタイル・ナイフ
- Model 1 "オールパーパス・ファイティング"
- Model 2 "ファイティング・スティレット"
- Model 14 "アタック"
- Model 15 "エアーマン"
- Model 16 SP#1 "スペシャル #1 ファイター", slightly modified Bowie pattern that is designed for use around water.[14]
- Model 24 "ガーディアン"

### アウトドアズマン・ナイフ
- Model 3 "ハンター"
- Model 4 "ビッグ・ゲーム＆スキナー"
- Model 5 "キャンプ&トレイル・ナイフ"
- Model 7 "フィッシャーマン・ハンター"
- Model 8 "トラウト＆バード・ナイフ"
- Model 9 "スローイング・ナイフ（プロ・スローアー）"
- Model 25 "ザ・トラッパー"
- Model 26 "パスファインダー"
- Model 27 "トレイルブレイザー"
- Model 28 "ウッズマン"

### 海水用ナイフ
- Model 10 "ソルト・フィッシャーマン＆ハウスホールド・ユーティリティ"
- Model 16 “ダイバーズ・ナイフ"

### スキニング&ハンティング・ナイフ
- Model 11 "アラスカン・スキナー"
- Model 19 "ブッシュマスター"
- Model 20 "ユーコン・スキナー"
- Model 21 "リトル・ゲーム"
- Model 22 "アウトドアズマン"
- Model 23 "ゲームマスター"

### サバイバル・ナイフ
- Model 17 "アストロ"
- Model 18 "アタック-サバイバル"

その他、モデルナンバーの振られてないナイフも複数存在する。代表的に「コンバット・コンパニオン」「ギャンブラー」「キャトルマン」「デンマークスペシャル」等。

### 公式サイト
- Randall Made Knives (official Website)